# 提毗
提毗（羅馬化：Devī），梵語即為「女神」之意，象徵了神聖的女性面，印度教的性力派認為提毗與提婆——男神是相互不可或缺的對存在。婆羅門教奉行一元论，認為提毗是所有女神的原型，因為以這樣的哲学見解，所有的印度女神都只是提毗不同的外觀而已。

## 印度神話中比較出名的女神
- 薩蒂
- 难近母（Durga）
- 时母（Kali）
- 吉祥天女（Lakshmi）
- 十大明（10 Mahavidyas）
- 尼利提 
- 雪山神女（Parvati）
- 颇哩提毗（Prithvi）
- 罗陀（Radha）
- 辯才天女（Saraswati）
- 性力（Shakti）
- 度母